# 지공선사 부도 및 석등
지공선사 부도 및 석등(指空禪師 浮屠 및 石燈)은 대한민국 경기도 양주시 회암동에 있는 고려시대의 승탑과 석등이다. 1974년 9월 26일 경기도의 유형문화재 제49호로 지정되었다.

## 개요
회암사에 놓여 있는 부도와 석등이다.
부도는 승려의 무덤을 상징하여 그 유골이나 사리를 모신다. 회암사에 서 있는 이 부도는 회암사를 창건한 인도인 승려 지공선사의 사리를 모시고 있다. 통일신라시대 이후 많이 사용된 양식으로, 모든 부재가 8각을 기본으로 하고 있다. 바닥돌 위에 올려진 기단(基壇)은 3단으로 올렸는데 그 중 가운데받침돌만 배가 볼록하다. 아무런 장식이 없는 탑신(塔身)은 둥근 공모양이다. 지붕돌은 윗면의 여덟 모서리선이 두툼하며 처마의 각 귀퉁이에서 살짝 들려있다. 꼭대기에는 하나의 돌로 이루어진 머리장식들이 온전하게 남아있다.
석등은 모든 부재가 4각으로, 3단을 이루는 받침돌 위에 등불을 켜두는 곳인 화사석(火舍石)과 지붕돌을 올려놓았다. 화사석은 앞뒷면 2곳에만 창을 내었고, 지붕돌은 부도에서와 같이 윗면의 네 모서리선이 두툼하다. 꼭대기에는 머리장식이 가지런히 올려져 있다.
두 작품 모두 고려 공민왕 21년(1372)에 세운 것이다.

## 참고 자료
- 지공선사 부도 및 석등 - 국가유산청 국가유산포털